# Peyrillac-et-Millac
Peyrillac-et-Millac é uma comuna francesa na região administrativa da Nova Aquitânia, no departamento Dordonha. Estende-se por uma área de 6,9 km². Em 2010 a comuna tinha 215 habitantes (densidade: 31,2 hab./km²).